# Baita Marino Pederiva
La Baita Marino Pederiva è un piccolo rifugio alpino situato nel Gruppo del Catinaccio nelle Dolomiti (Trentino-Alto Adige), a 2.275 metri di altitudine.

## Caratteristiche e informazioni
Il rifugio si trova all'estremità meridionale del Gruppo del Catinaccio, in una posizione che lo rende un ottimo punto di partenza per molte escursioni ed ascensioni. A pochi metri di distanza dal rifugio si trova il Rifugio Roda di Vaèl.

## Accessi
- Dal rifugio Ciampedie, per il sentiero 545; 4,5 km, 2 ore.
- Da Vigo di Fassa, per il sentiero 547; 5 km, 2,30 ore.
- Dal passo di Costalunga, per il sentiero 548; 3,5 km, 1,30 ore.
- Dal rifugio Paolina, per il sentiero 549; 2 km, 0,45 ore.

## Traversate principali
- Al rifugio Vajolet, per il sentiero 541; 6,5 km, 2,45 ore.
- Al rifugio Fronza alle Coronelle, per i sentieri 541, 550, 6 km, 3 ore.
- Al rifugio Gardeccia, per i sentieri 541, 550, 6 km, 2,30 ore.

## Ascensioni
- Alla Roda di Vaèl (2.806 m), per la via ferrata Masarè.